# Isolabella
Isolabella (piemontesisch Isolabela) ist eine Gemeinde in der italienischen Metropolitanstadt Turin (TO), Region Piemont.

## Lage und Einwohner
Isolabella liegt 33 km südöstlich von Turin. Das Gemeindegebiet umfasst eine Fläche von 4 km² und hat 364 Einwohner (Stand 31. Dezember 2023).
Die Nachbargemeinden sind Villanova d’Asti, Poirino, Valfenera und Cellarengo.